# Volkswagen Lupo
Volkswagen Lupo byl do výroby zaveden v roce 1998, produkce byla ukončena v roce 2005 kdy byl nahrazen VW Foxem. Je to malý třídveřový automobil. Byl postaven na stejné platformě jako Seat Arosa. V roce 2001 prošel mírným faceliftem (nová maska). Lupo byl pozoruhodným (ale taky drahým) automobilem zejména ve verzi s, jak sám Volkswagen říká, prvním třílitrovým motorem 1.2 TDI 3L se sekvenční převodovkou Tiptronic, který spotřeboval pouhé 3 litry nafty na 100 km jízdy. Bylo to dáno nejen konstrukčním řešením pohonné jednotky (která vážila jen 100 kg), ale i celkovou stavbou auta. Část podvozku, kola a dokonce i rám sedadel jsou z hliníku, namísto oceli. Dokonce i věnec volantu byl z hořčíku. Zkrátka muselo Lupo kvůli ECO verzi projít celkovou redukční dietou. Zvenčí je od běžného lupa k rozeznání pouze ve předu, kde je jiná (aerodynamická) maska chladiče. Cena Lupa 3L začínala na 15 225 Eurech, což bylo i na vyspělé západní trhy moc za miniauto. Stejnou koncepci razilo i o třídu vyšší Audi A2 1.2 TDI 3L, to dokonce překročilo cenu 20 000 eur. Konkurenti modelu Lupo byli Ford Ka, Opel Agila, Fiat Seicento.

## Motory

### Zážehové
- 1.0 MPI 37 kW
- 1.0 MPI 40 kW
- 1.4 MPI 44 kW
- 1.4 16V 55 kW
- 1.4 16V 74 kW
- 1.4 16V 77 kW (pro verzi FSI)
- 1.6 16V 92 kW (pro verzi GTI)

### Vznětové
- 1.2 TDI 3L 45 kW (pro „třílitrovou verzi“)
- 1.4 TDI 55 kW
- 1.7 SDI 44 kW